# Đại học Rennes II
Trường Đại học Rennes II (tiếng Pháp: Université Rennes 2 Haute Bretagne) là một trong 2 trường đại học của thành phố Rennes, Pháp.

## Lịch sử

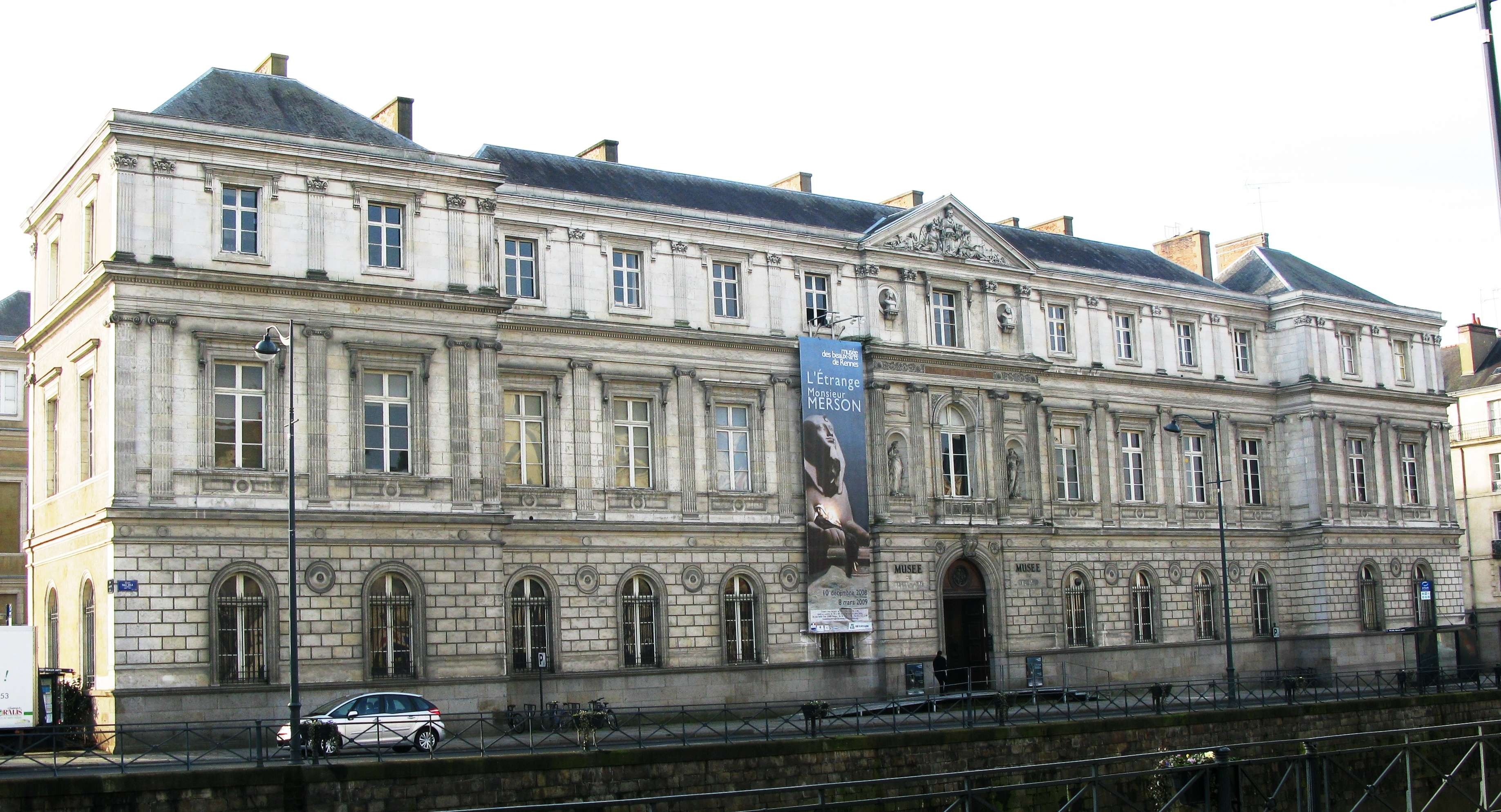

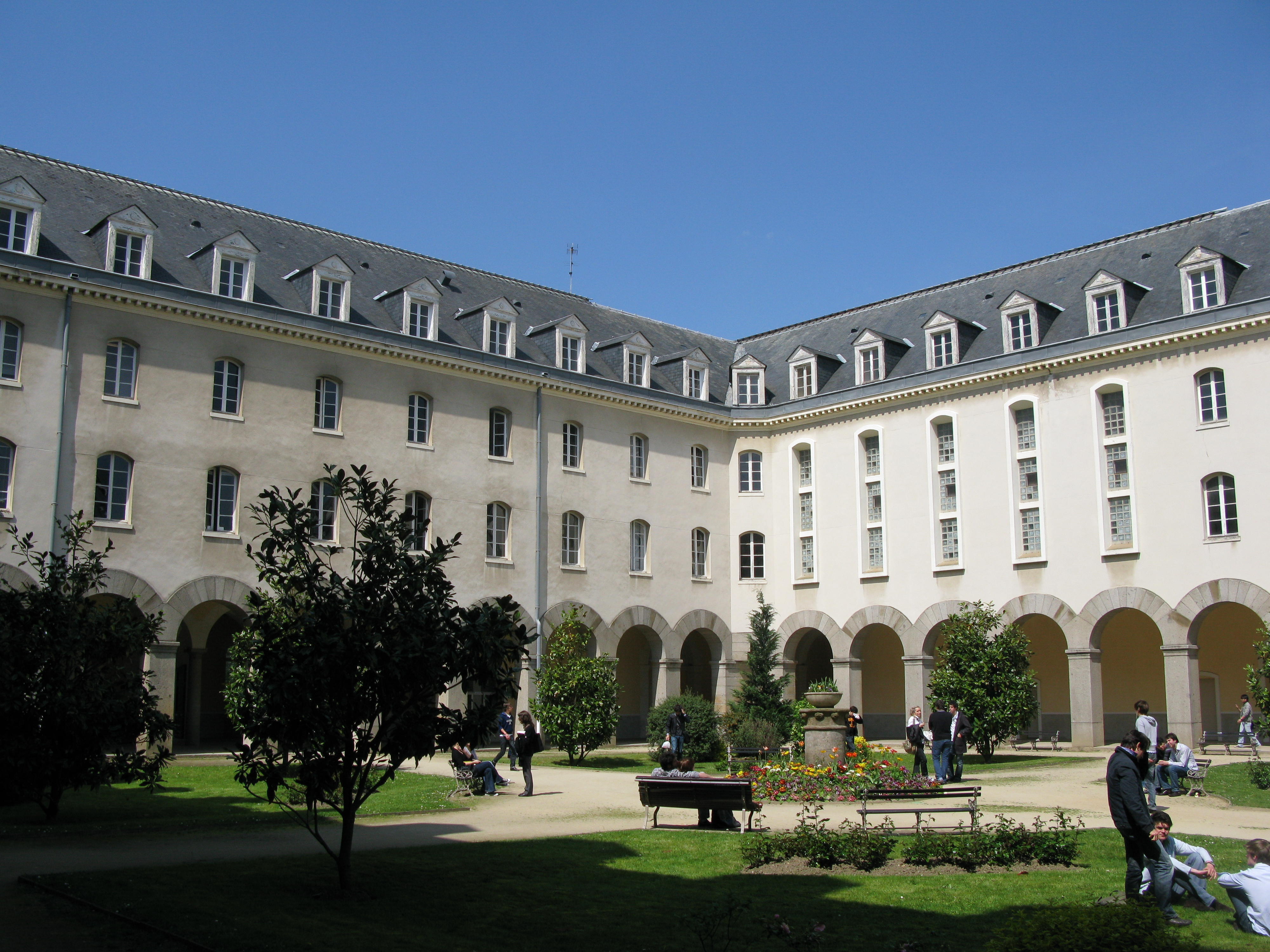